# Liparis wightiana
Liparis wightiana är en orkidéart som beskrevs av George Henry Kendrick Thwaites. Liparis wightiana ingår i släktet gulyxnen, och familjen orkidéer. Inga underarter finns listade i Catalogue of Life.